# دانیل چستر فرنچ

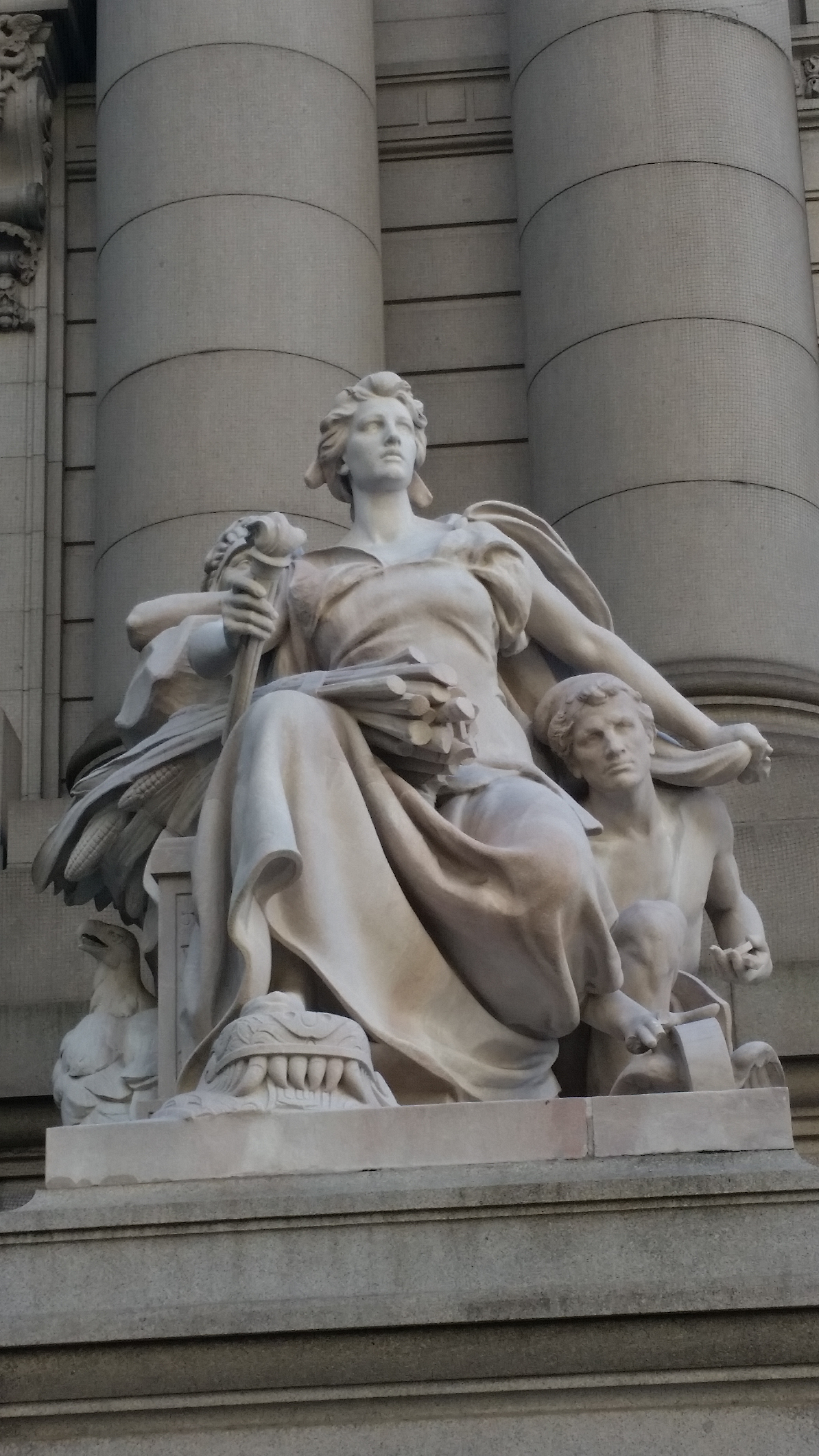
آمریکا، یکی از چهار قاره در خانه سفارشی الکساندر همیلتون، بولینگ گرین، شهر نیویورک

دانیل چستر فرنچ (به انگلیسی: Daniel Chester French) (۲۰ آوریل ۱۸۵۰ – ۷ اکتبر ۱۹۳۱) مجسمه‌ساز آمریکایی اواخر قرن نوزدهم و اوایل قرن بیستم بود که بیشتر به‌خاطر مجسمه مرد دقیقه‌ای در کنکورد، ماساچوست در سال ۱۸۷۴ و مجسمه تاریخی آبراهام لینکلن (یادبود لینکلن در واشینگتن دی سی) در سال ۱۹۲۰ شهرت یافت.

## خانواده
دانیل چستر فرنچ فرزند آن ریچاردسون (۱۸۱۱–۱۸۵۶)، دختر ویلیام مرچنت ریچاردسون (۱۷۷۴–۱۸۳۸)، رئیس دادگستری نیوهمپشایر و هنری فلاگ فرنچ (۱۸۱۳–۱۸۸۵) بود. . خواهر و برادر او هنریت ون ماتر فرنچ هالیس (۱۸۳۹–۱۹۱۱)، سارا فلگ فرنچ بارتلت (۱۸۴۶–۱۸۸۳) و ویلیام ام آر فرنچ (۱۸۴۳–۱۹۱۴) بودند. او عموی سناتور هنری اف. هالیس بود.

## زندگی و شغل
دانیل چستر فرنچ در اکسیتر، نیوهمپشایر، در خانواده هنری فلاگ فرنچ (۱۸۱۳–۱۸۸۵)، وکیل، قاضی، دستیار وزیر خزانه داری ایالات متحده، و نویسنده کتابی که خاندان فرنچ‌ها را توصیف می‌کند و همسرش آن ریچاردسون، متولد شد. و همسرش آن ریچاردسون، متولد شد. در سال ۱۸۶۷، فرنچ با خانواده‌اش به کنکورد، ماساچوست، جایی که همسایه و دوست رالف والدو امرسون و خانواده آلکات بود، نقل مکان کرد. تصمیم او برای دنبال کردن مجسمه‌سازی تحت تأثیر لوییزا می الکات بود.
[[File:Daniel Chester French in his New York studio.jpg|left|thumb|فرنچ در استودیوی خود با مدل توماس هاپکینز گالودت و آلیس کاگزول، حوالی ۱۸۸۹، دپارتمان مجموعه‌های تصویر، کتابخانه ملی گالری هنر، واشینگتن، دی سی
تحصیلات اولیه فرنچ شامل آموزش آناتومی با ویلیام ریمر و طراحی با ویلیام موریس هانت بود. فرنچ یک سال را در مؤسسه فناوری ماساچوست و چندین سال را در فلورانس ایتالیا و در استودیوی توماس بال تحصیل کرد. فرنچ اولین بار برای مجسمه مرد دقیقه ای، به سفارش شهر کنکورد، ماساچوست، که در ۱۹ آوریل ۱۸۷۵ در صدمین سالگرد نبردهای لکسینگتون و کنکورد رونمایی شد، مورد تحسین قرار گرفت. طولی نکشید که او استودیوی خود را، ابتدا در واشینگتن دی سی، تأسیس سپس به بوستون و بعد به شهر نیویورک نقل مکان کرد. شهرت فرنچ با مجسمه جمهوری در سال ۱۸۹۳ در شیکاگو افزایش یافت.

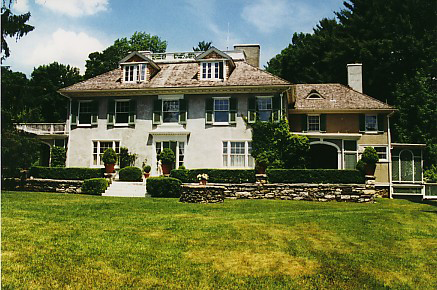
چستروود در استاکبریج، ماساچوست، خانه تابستانی فرنچ، استودیو و باغ، در حال حاضر یک سایت از اعتماد ملی برای حفاظت تاریخی است.

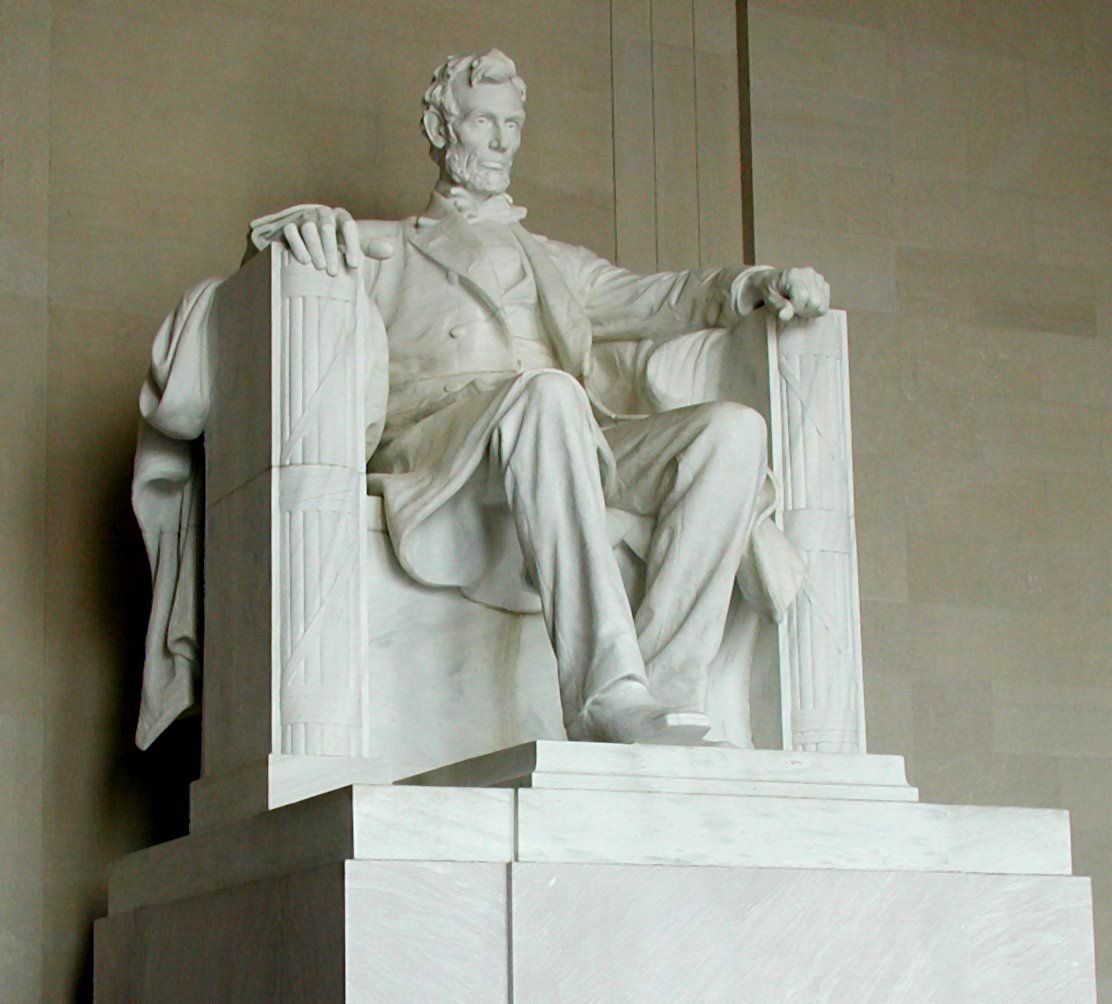
آبراهام لینکلن (۱۹۲۰) در یادبود لینکلن، واشینگتن دی سی

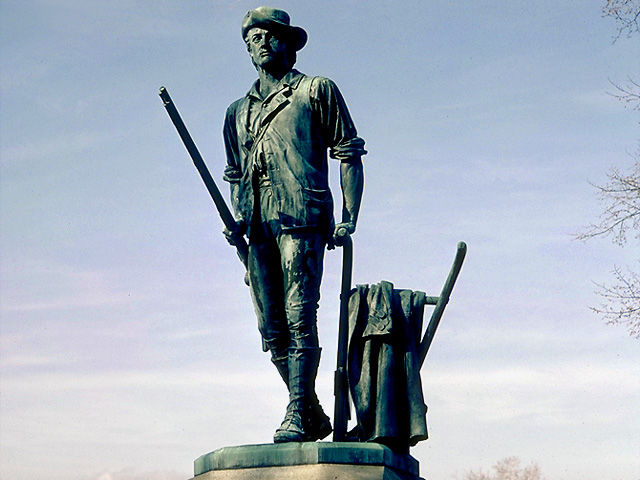
مرد دقیقه ای (۱۸۷۴)، کنکورد، ماساچوست

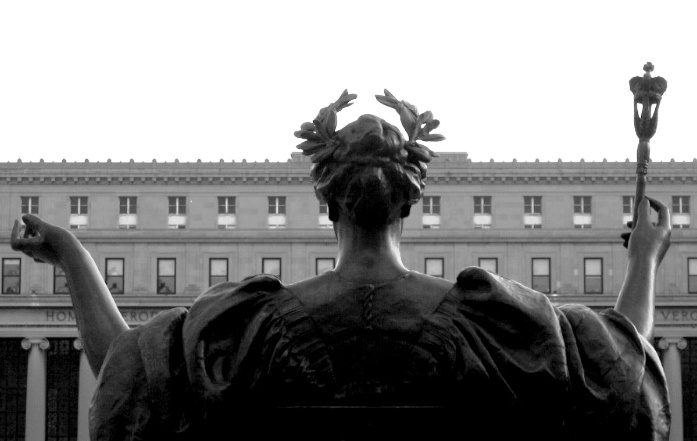
آلما ماتر (۱۹۰۳)، دانشگاه کلمبیا، منهتن، شهر نیویورک

## نگارخانه

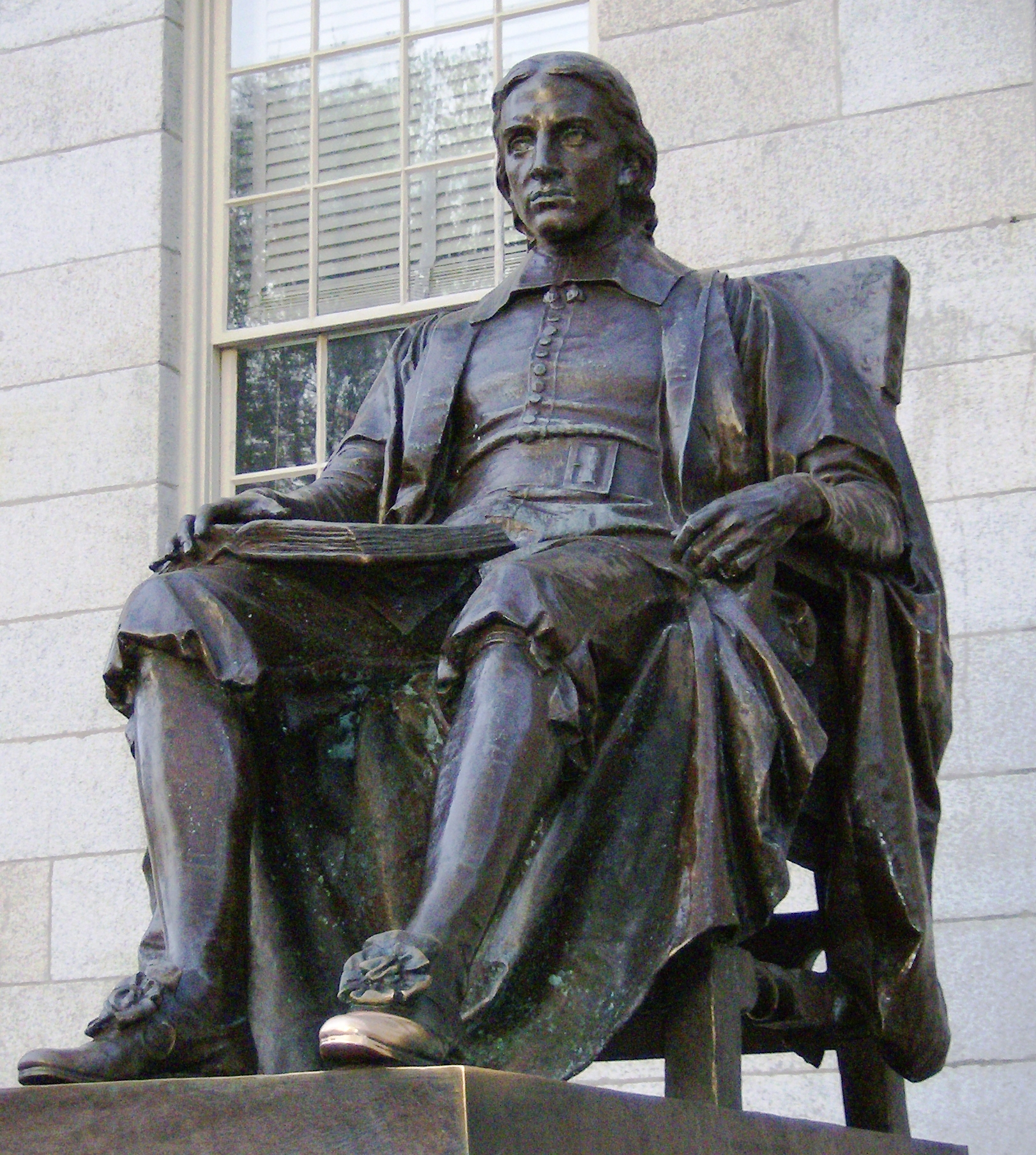
جان هاروارد (۱۸۸۴)، یارد هاروارد در دانشگاه هاروارد، کمبریج، ماساچوست
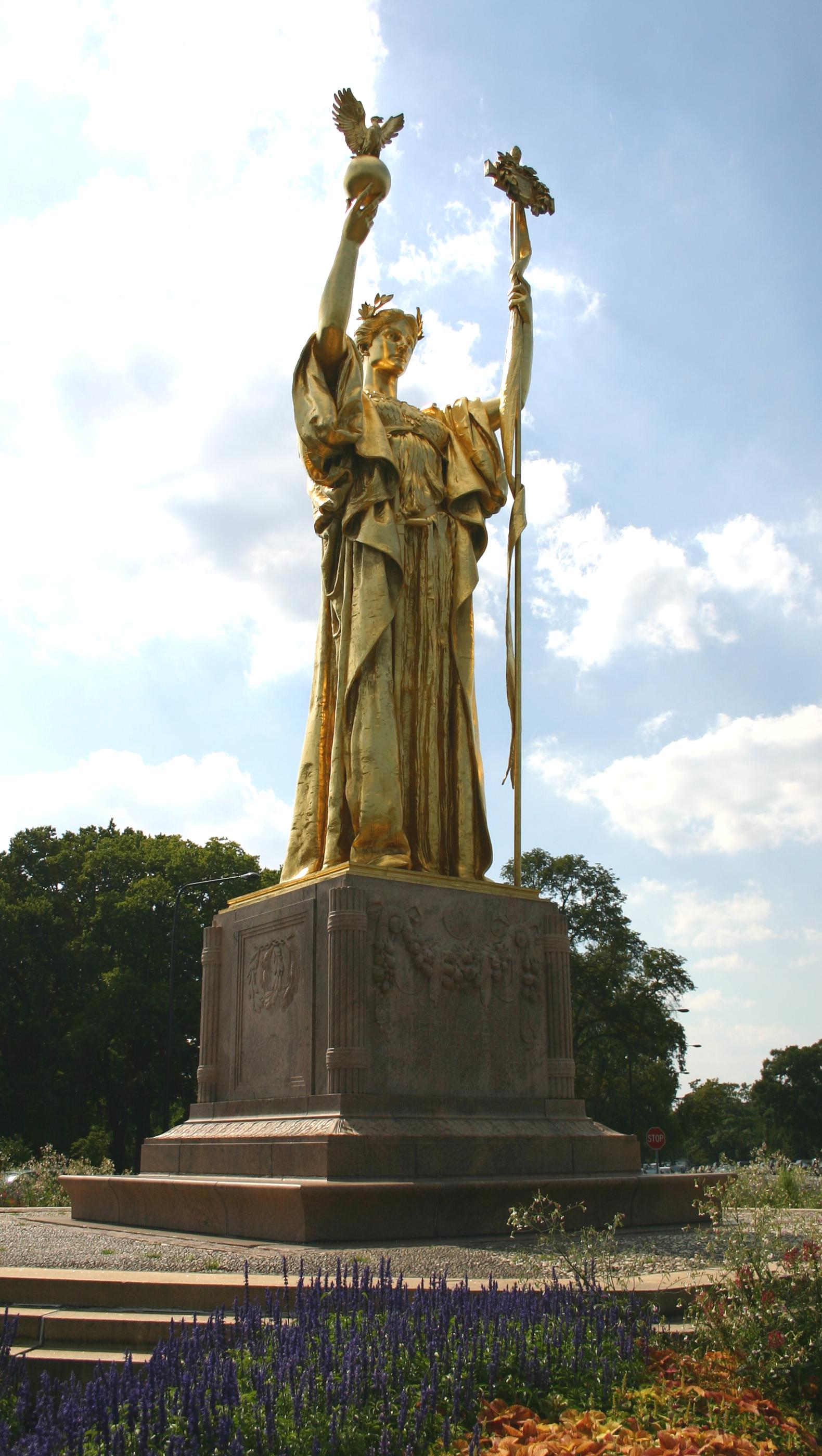
مجسمه جمهوری، (۱۸۹۳، نسخه کاهش یافته ۱۹۱۸)، شیکاگو
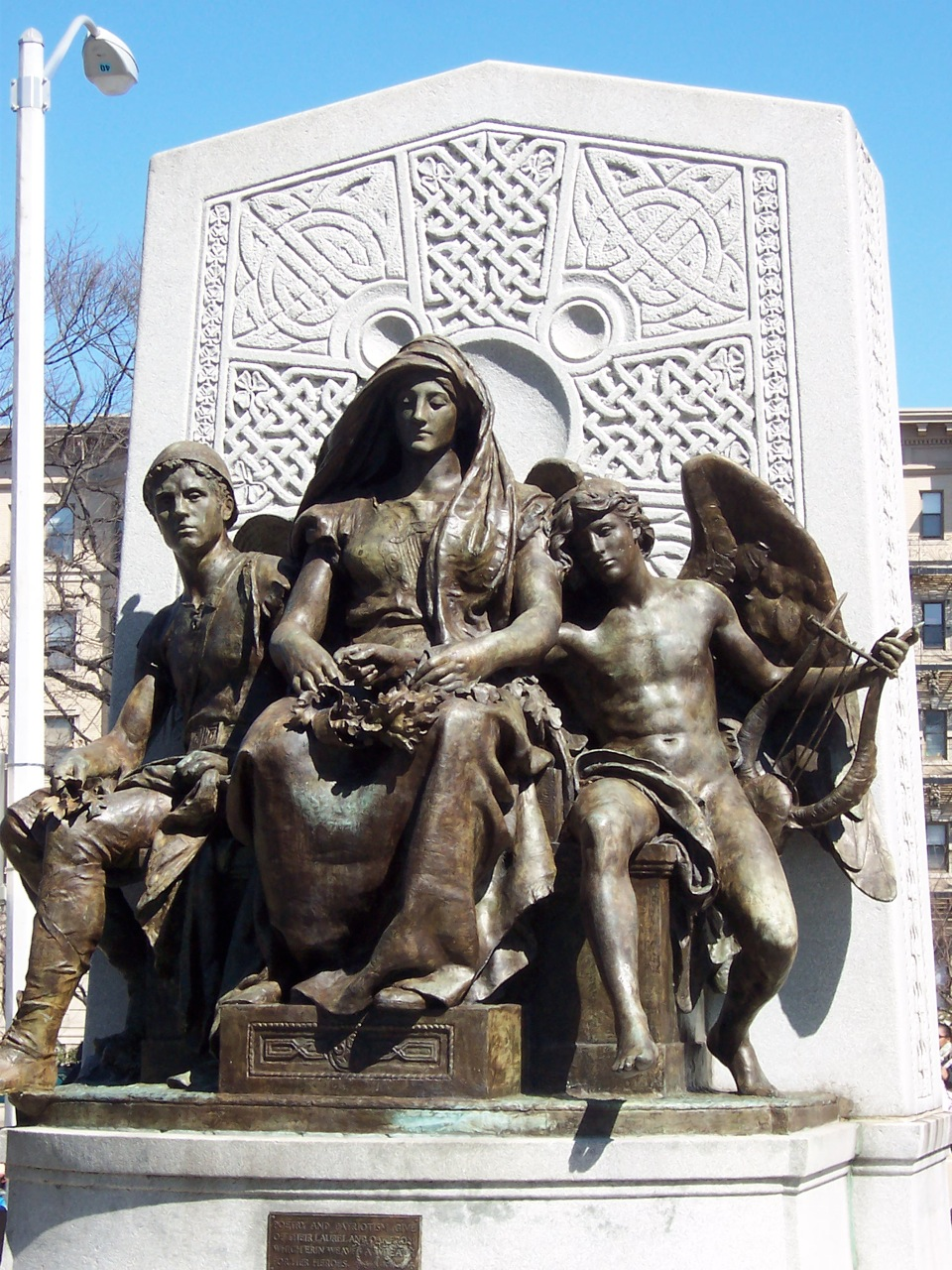
یادبود جان بویل اوریلی (۱۸۹۷)، بوستون، ماساچوست
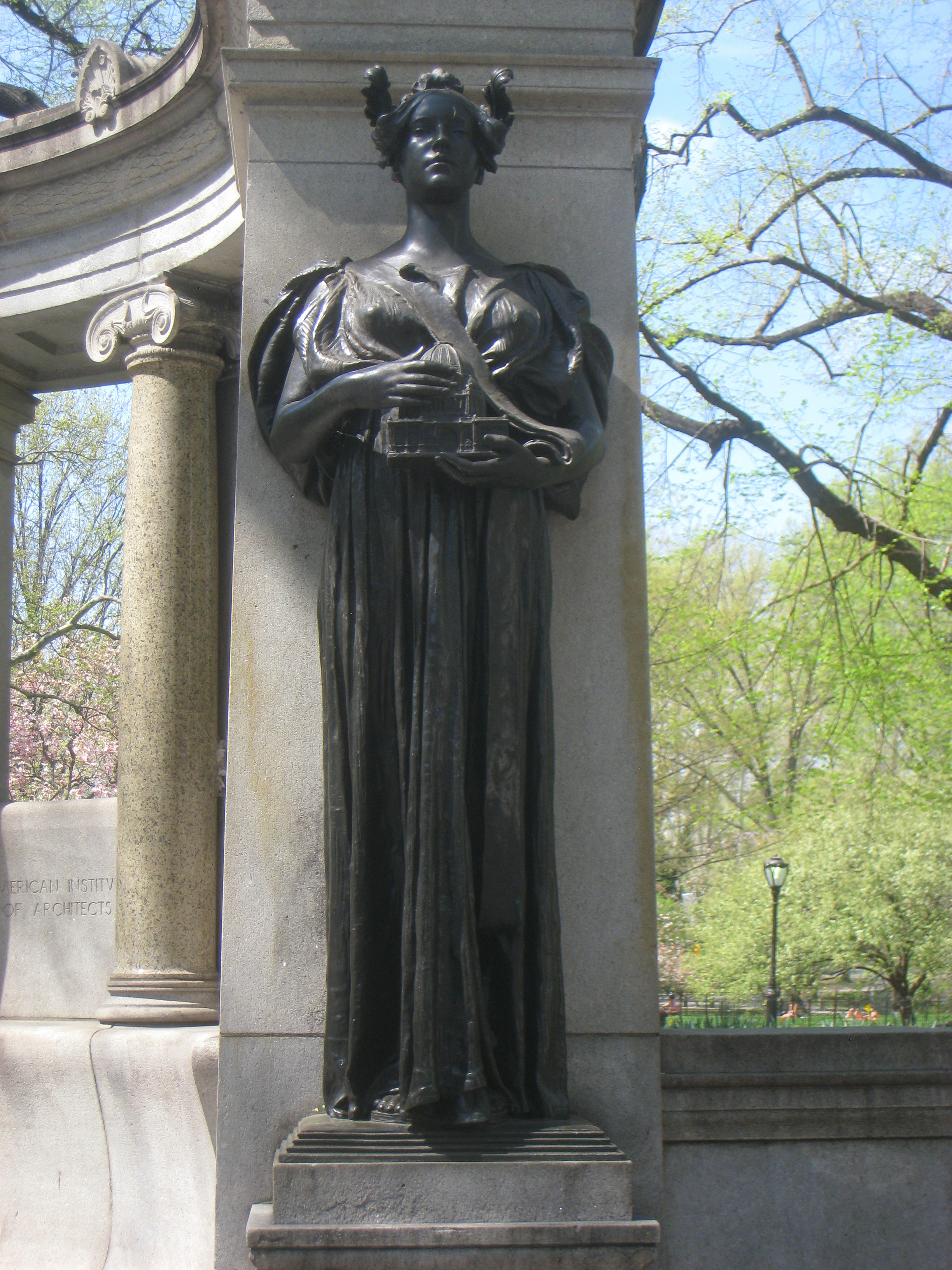
معماری (۱۹۰۱)، یادبود هانت ریچارد موریس
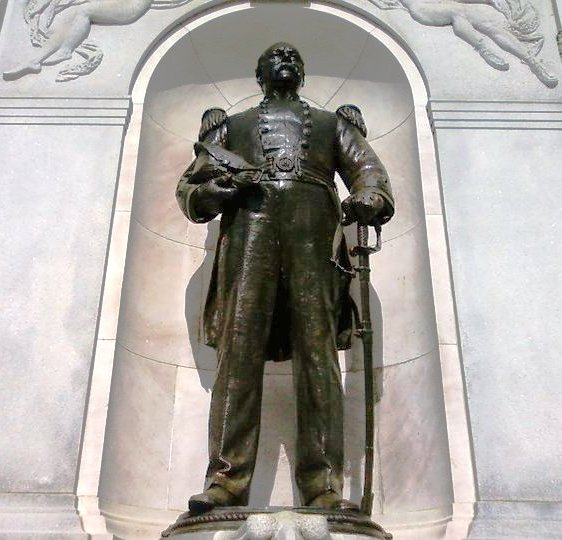
مجسمه جورج اچ پرکینز (۱۹۰۲)، خانه ایالتی نیوهمپشایر، کنکورد، نیوهمپشایر
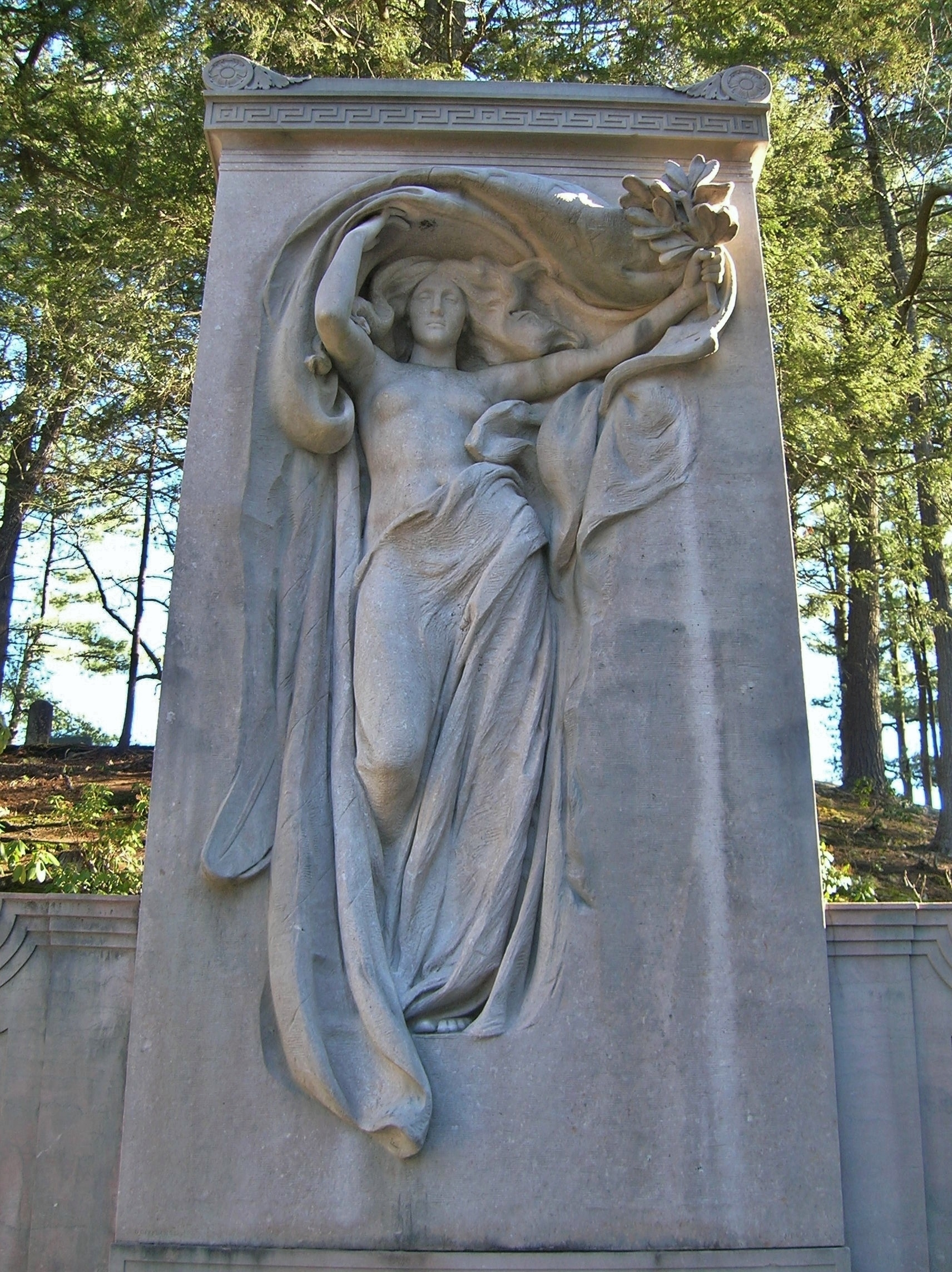
یادبود ملوین (۱۹۰۸)، گورستان اسلیپی هالو، کنکورد، ماساچوست
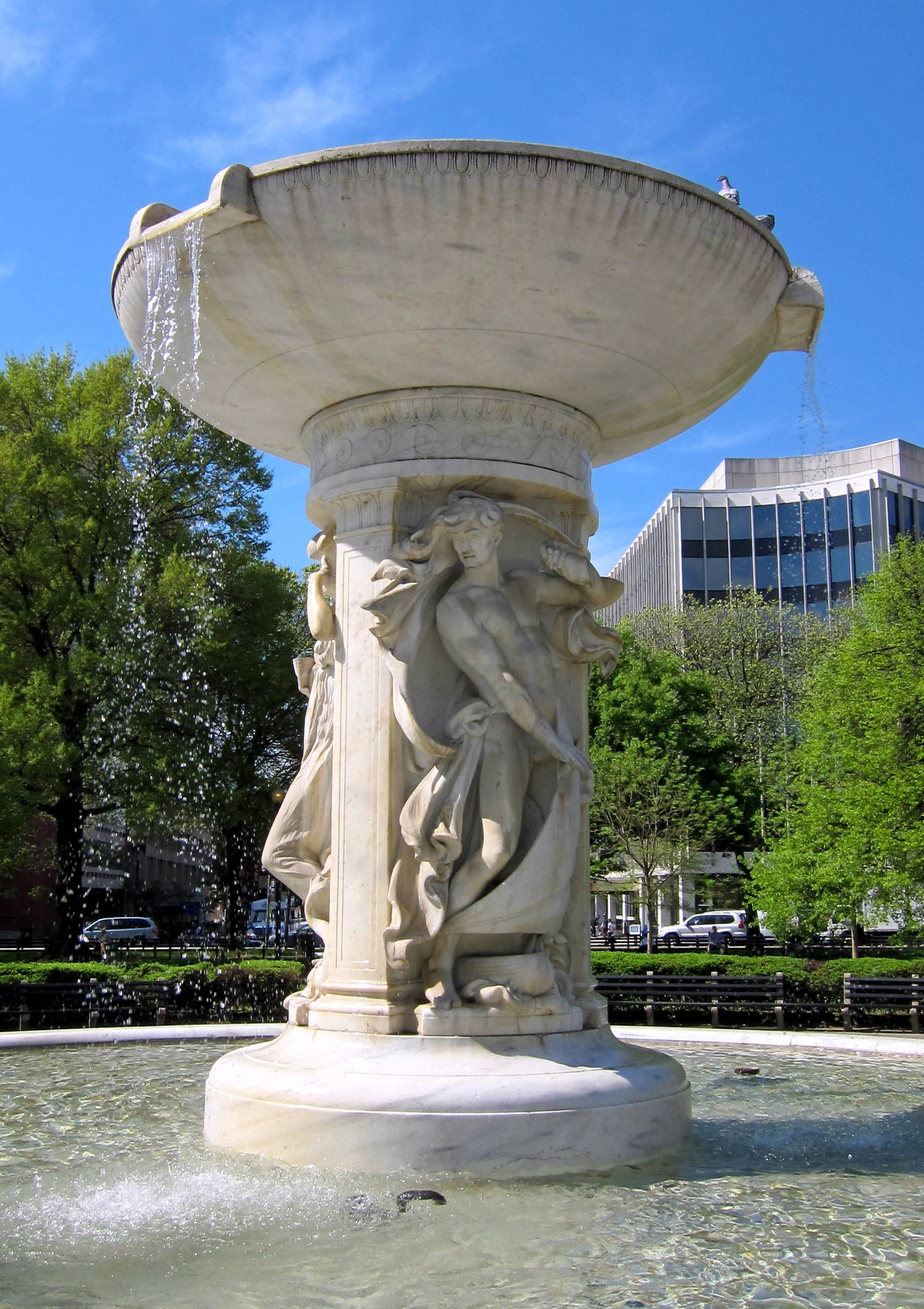
فواره دایره دوپونت (۱۹۲۱)، دایره دوپونت، واشینگتن دی سی
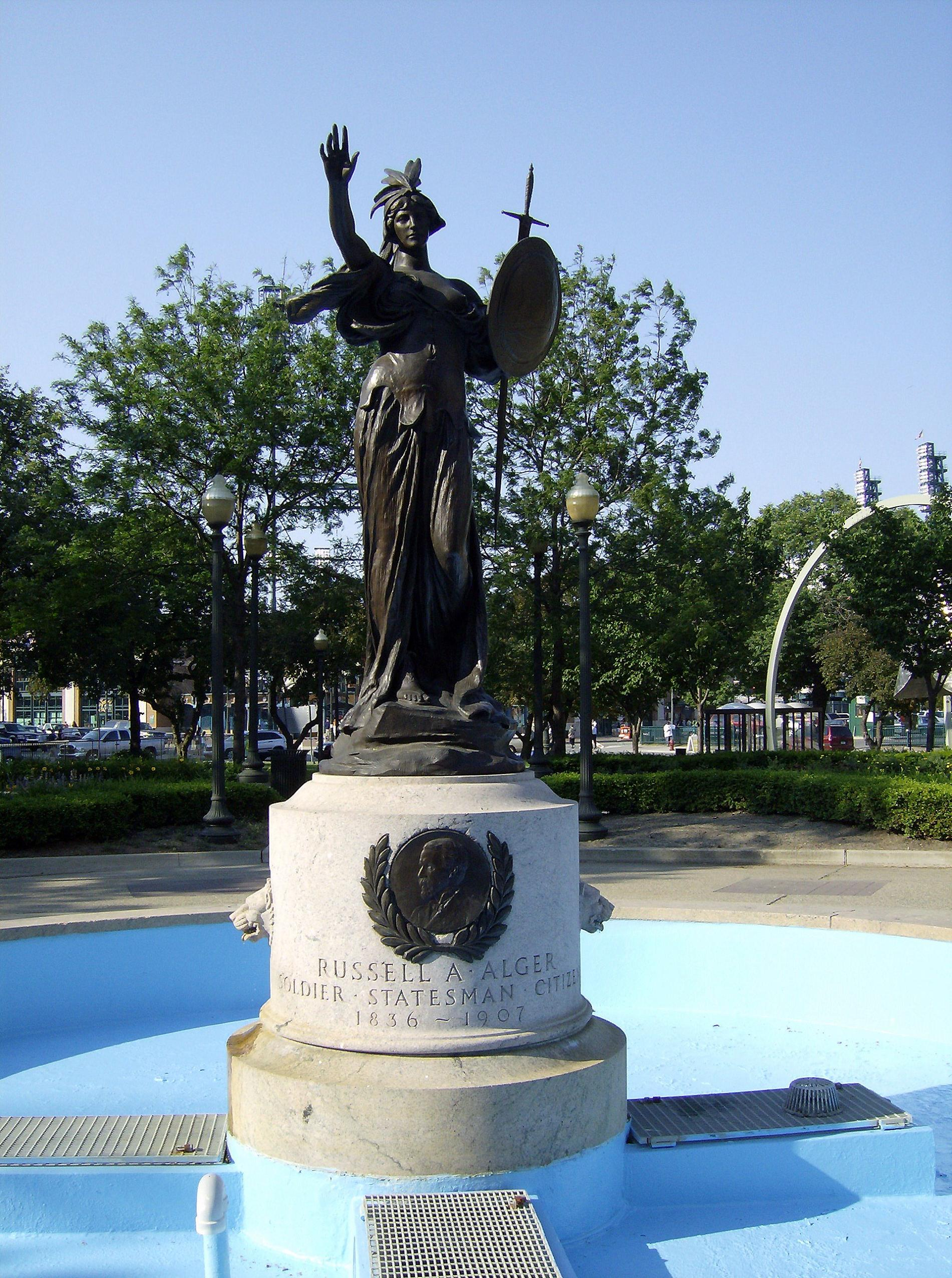
راسل ای. فواره الجر (۱۹۲۱)، دیترویت، میشیگان
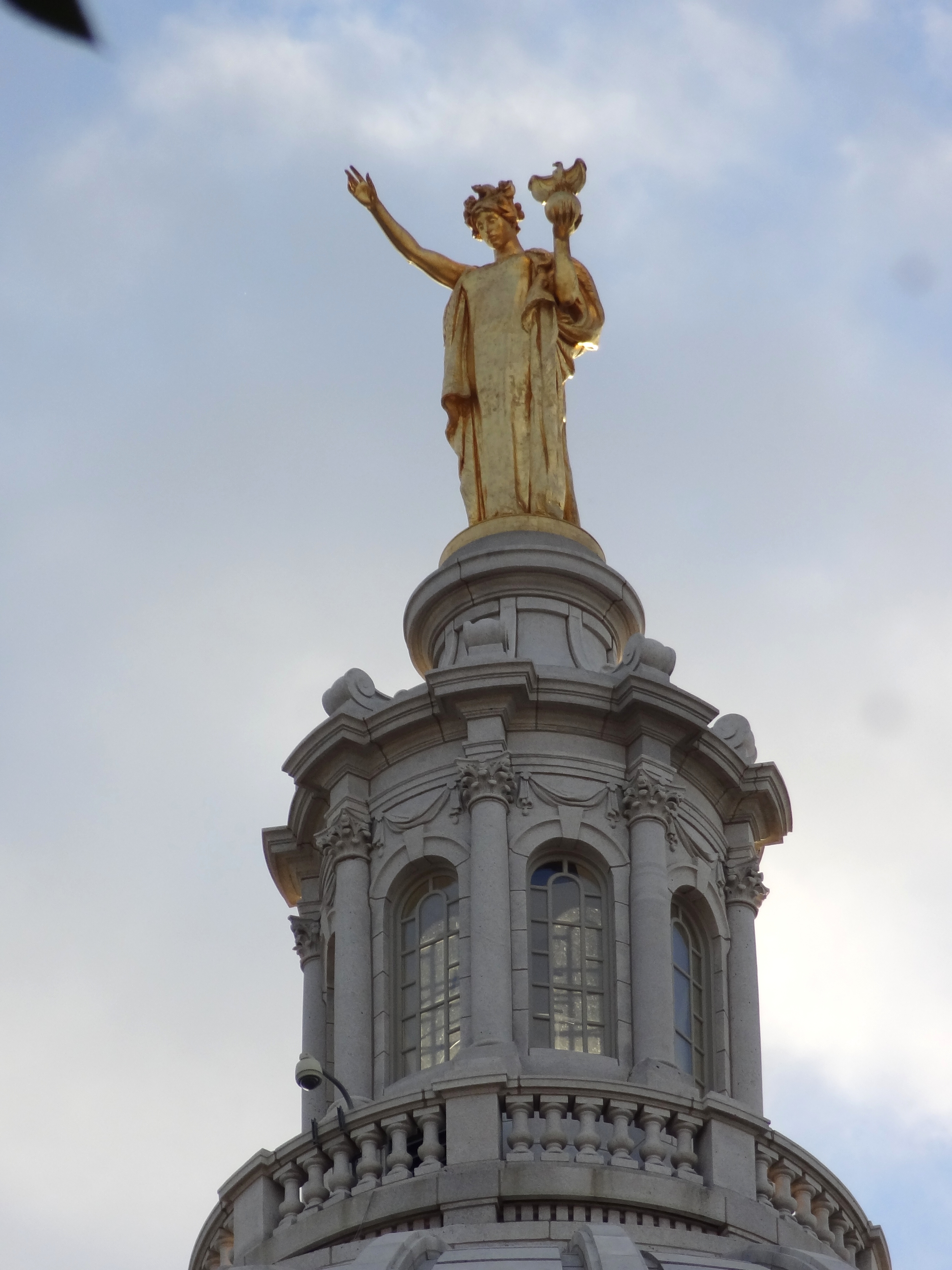
[[Wisconsin (statue)|ویسکانسین (۱۹۲۰)، ساختمان کنگره ویسکانسین، مدیسون، ویسکانسین
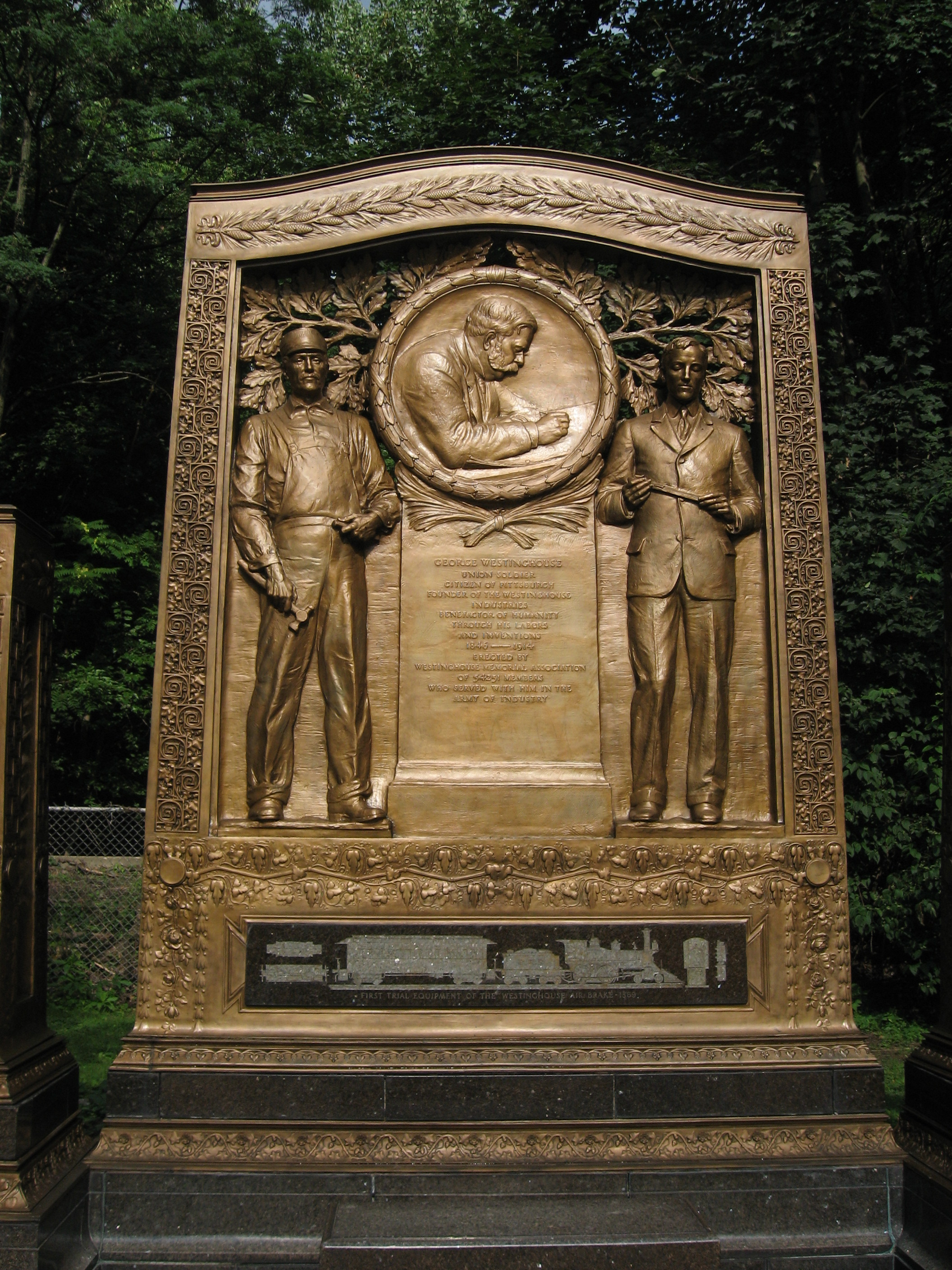
'یادبود وستینگهاوس (۱۹۳۰)، پیتسبورگ، پنسیلوانیا..
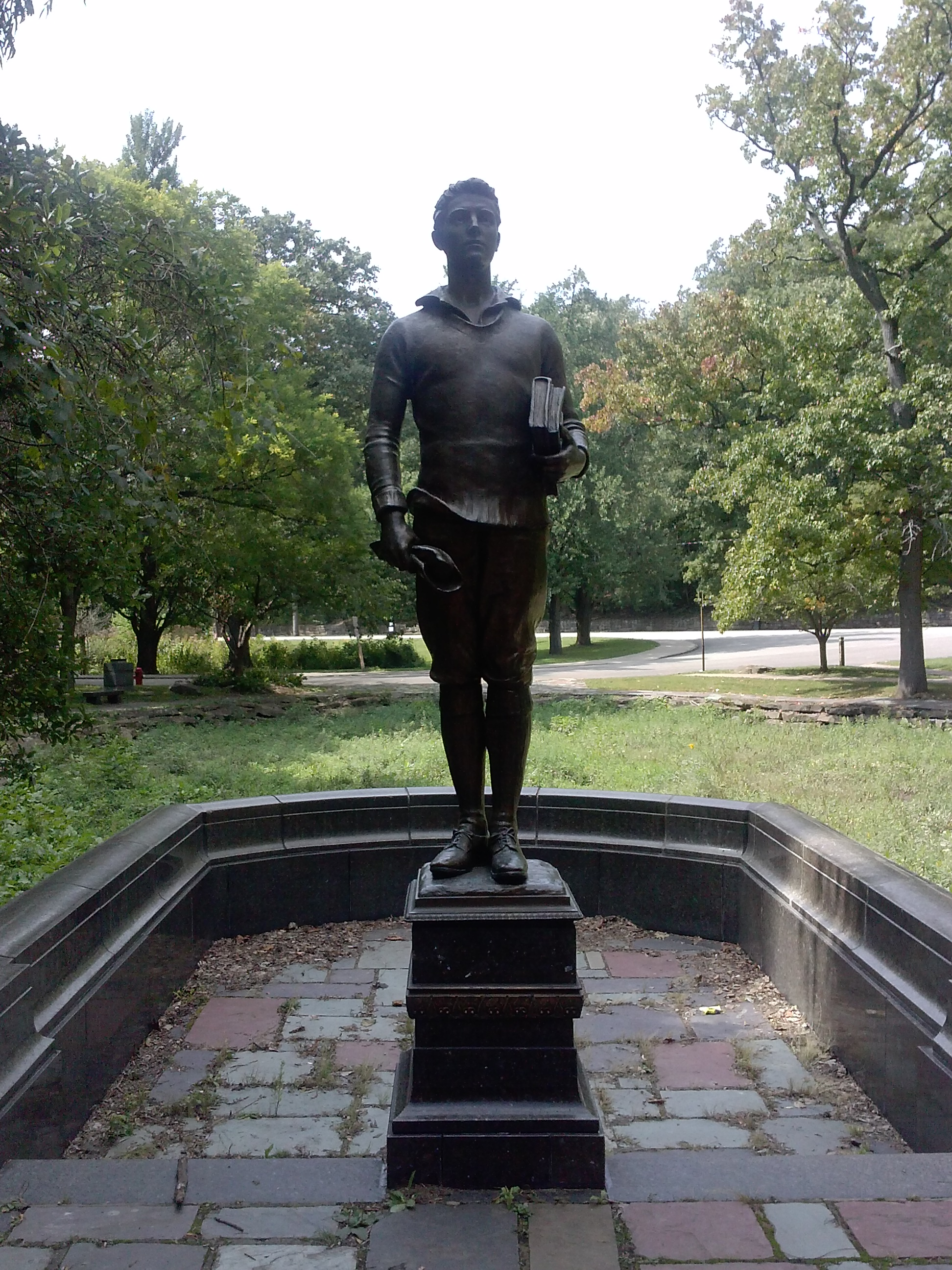
جوانان آمریکایی، یادبود وستینگهاوس (۱۹۳۰)، پیتسبورگ، پنسیلوانیا
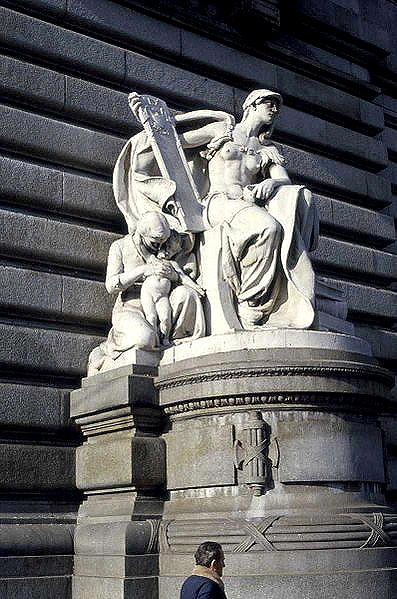
حقوق الهی، ساختمان فدرال، (۱۹۱۰) کلیولند، اوهایو
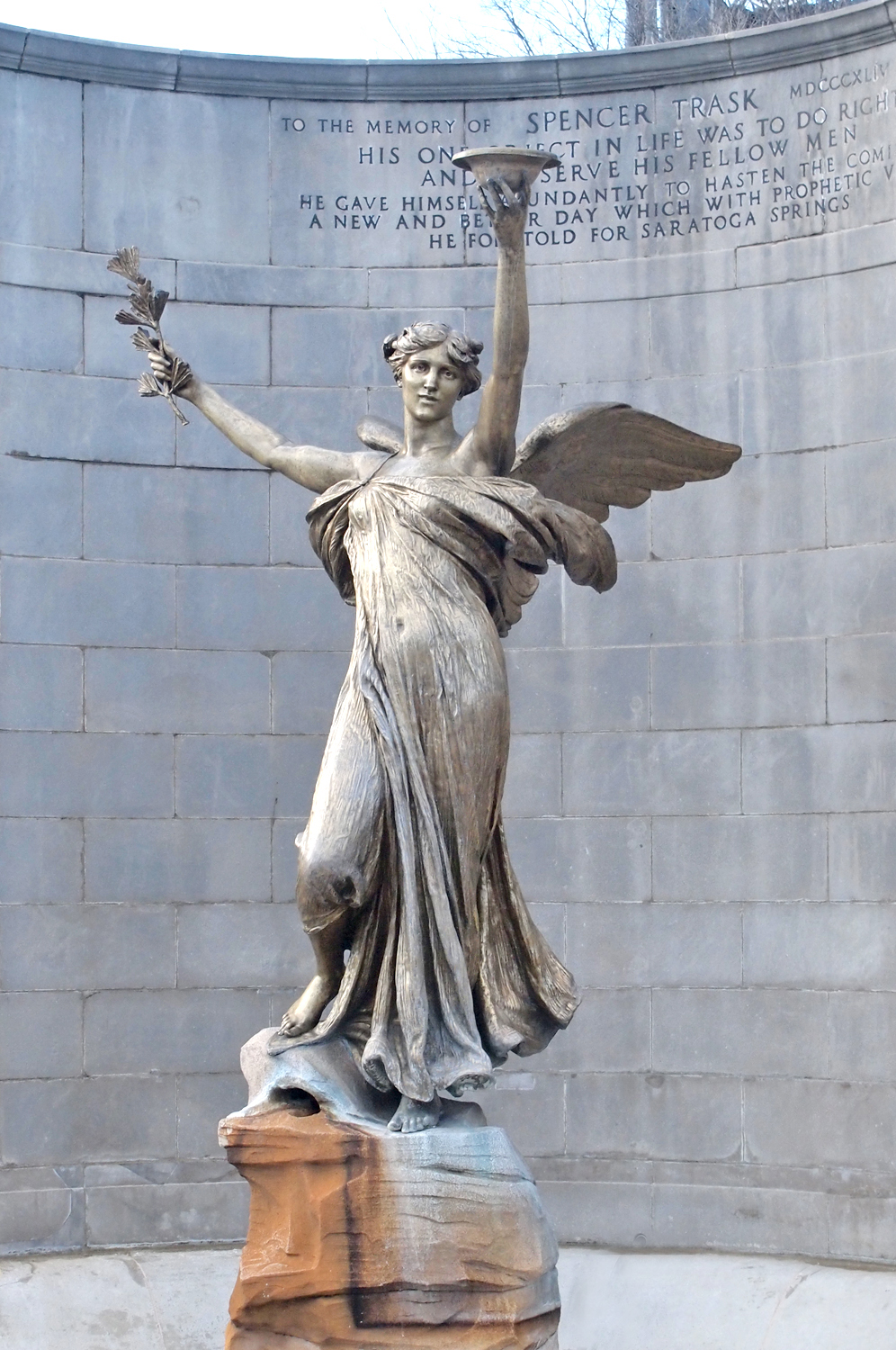
روح زندگی (۱۹۱۵)، پارک کنگره، ساراتوگا اسپرینگز، نیویورک
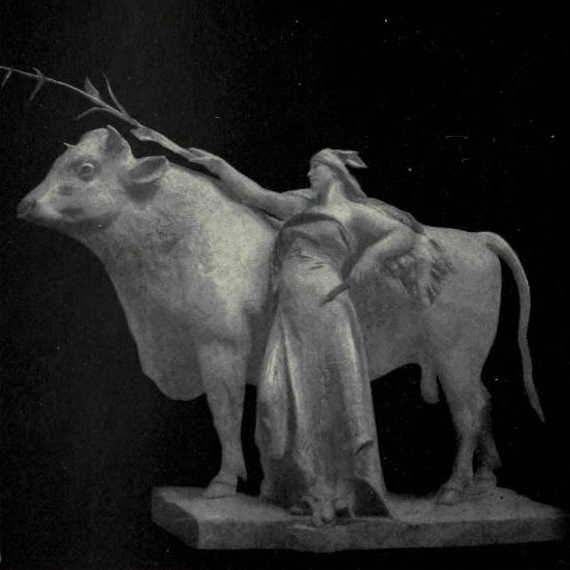
ذرت هندی (گاو نر اثر ادوارد کلارک پاتر)

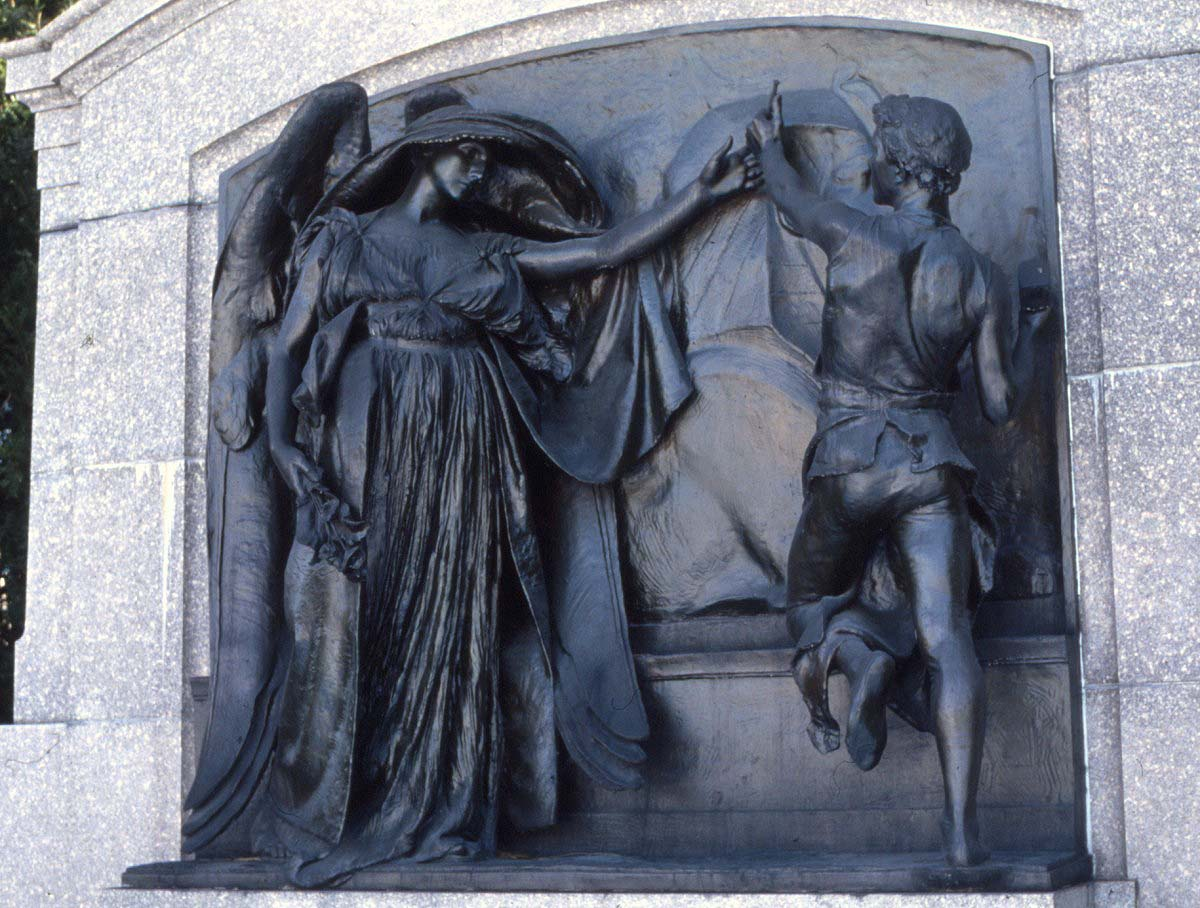
مرگ و مجسمه‌ساز (۱۸۹۳)، بوستون

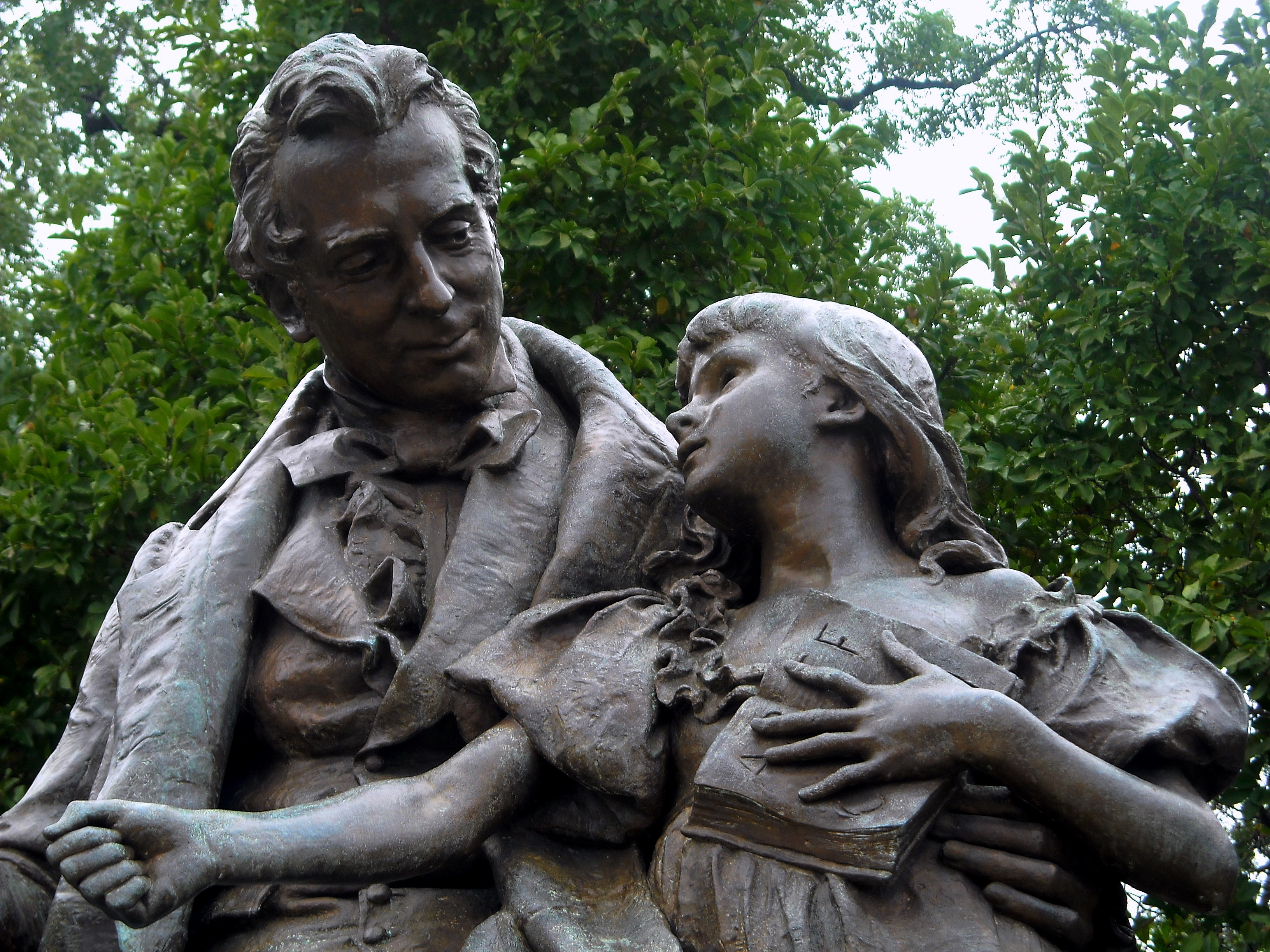
توماس هاپکینز گالودت و آلیس کاگزول (۱۸۸۹)، دانشگاه گالودت، واشینگتن دی سی

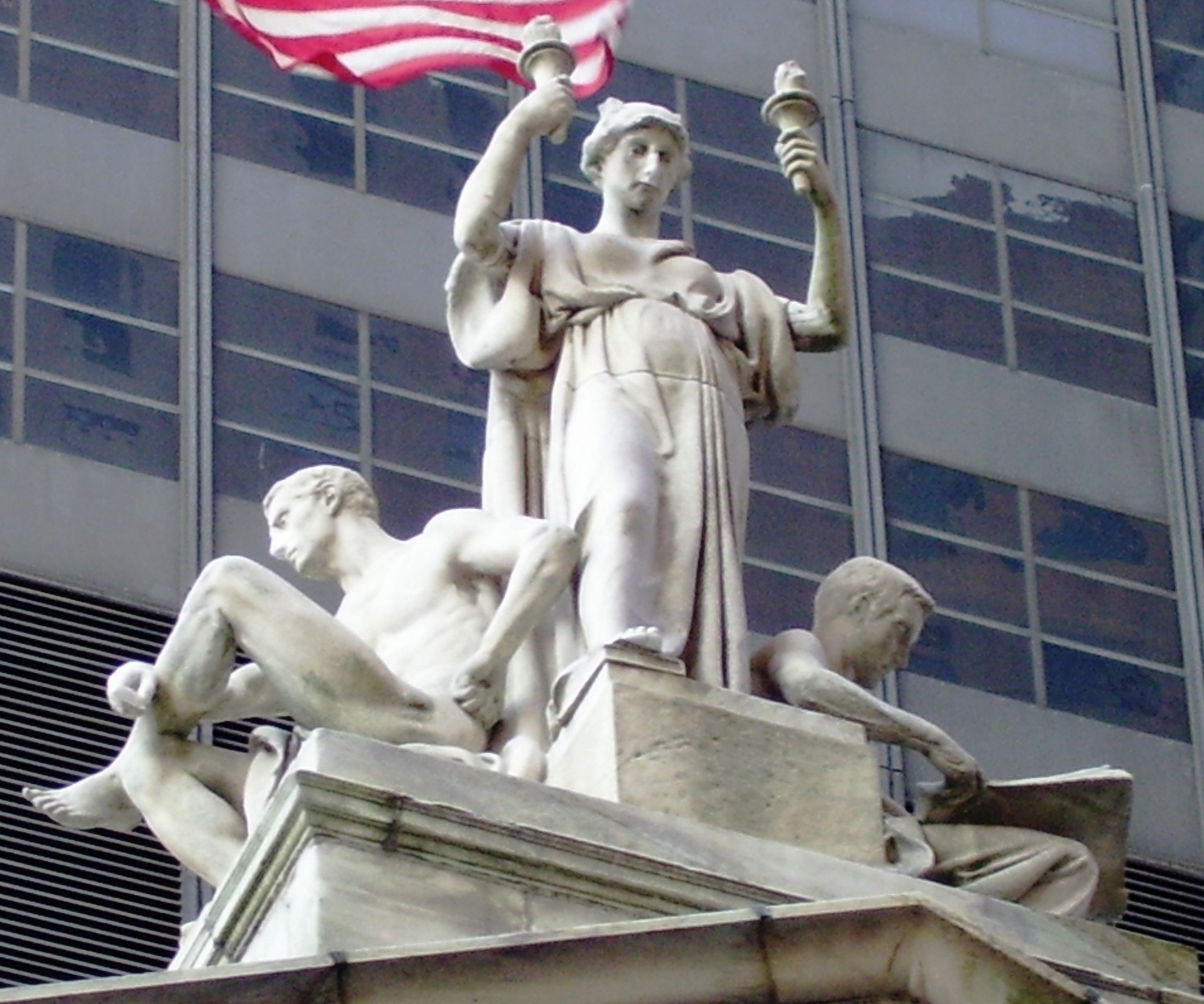
عدالت (۱۹۰۰) زینت بخش استیناف دادگاه ایالت نیویورک در منهتن است.

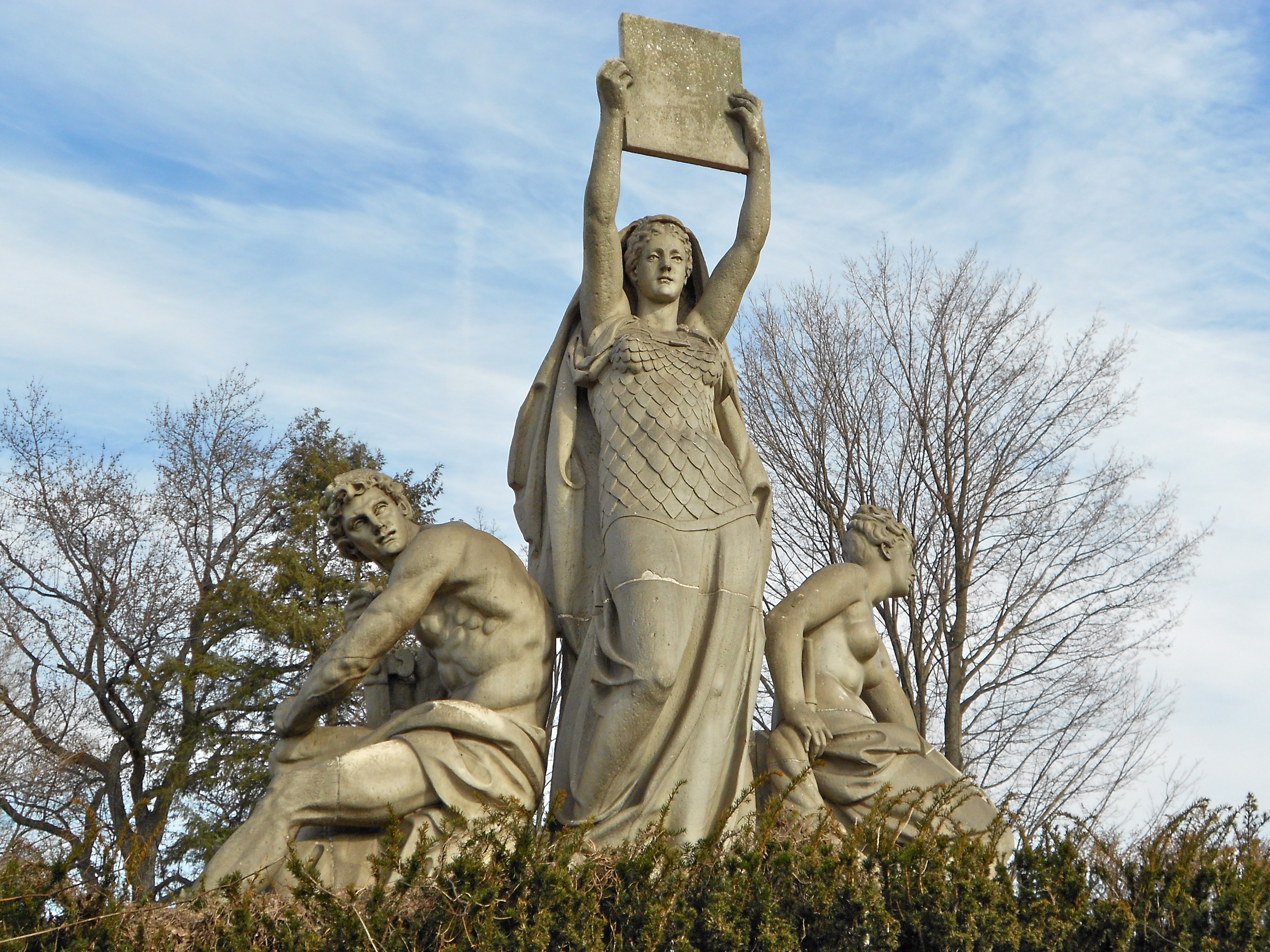
قانون، رفاه و قدرت (۱۸۸۰–۱۸۸۴)، پارک وست فیرمونت، فیلادلفیا

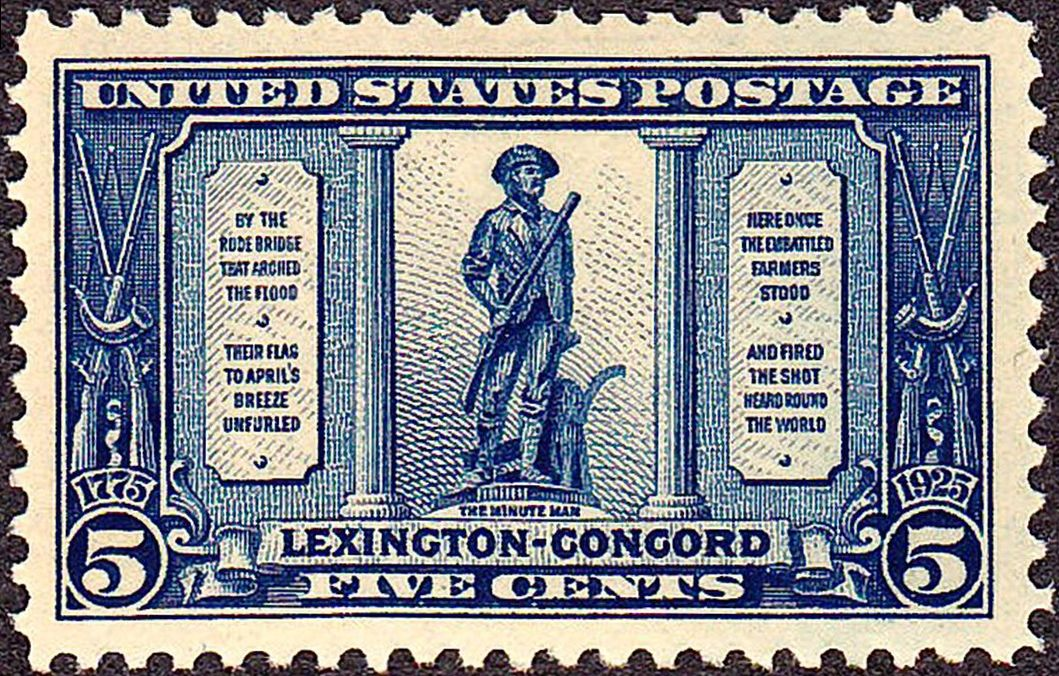
مرد دقیقه ای دانیل چستر فرنچ به تصویر کشیده شده بر روی تمبر پستی ایالات متحده، شماره ۱۹۲۵، ۵¢
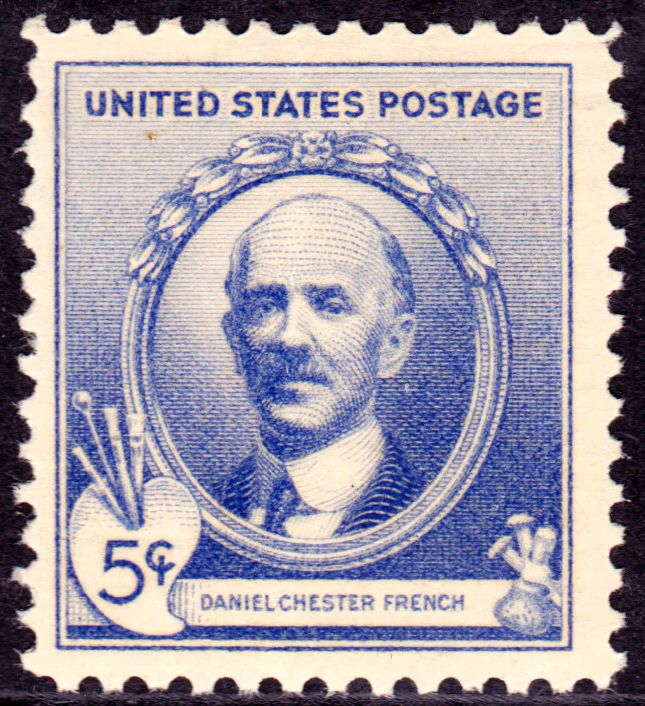
دانیل چستر فرنچ، شماره ۱۹۴۰

## بیشتر خواندن
- Buck, Diane M. and Virginia A. Palmer, Outdoor Sculpture in Milwaukee: A Cultural and Historical Guidebook, The State Historical Society of Wisconsin, Madison, 1995
- Caffin, Charles H., American Masters of Sculpture, Doubleday, Page & Company, New York 1913
- Caffin, in International Studio, volumes xx (1903), lx (1910), and lxvi (1912)
- Carlock, Marty, A Guide to Public Art in Greater Boston from Newburyport to Plymouth, The Harvard Common Press, Boston Massachusetts, 1988
- Chesterwood Archives, Geographical List of Works: DRAFT, unpublished manuscript, ۱۴ آوریل ۱۹۹۳
- Coughlan, in Magazine of Art (1901)
- Craven, Wayne, Sculpture in America, Thomas Y. Crowell Co, NY, NY 1968
- Cresson, Margaret French, Journey into Fame: The Life of Daniel Chester French, Harvard University Press, Cambridge, MA, 1947
- Dearinger, David, Daniel Chester French: The Female Form Revealed, Boston Athenaeum, 2016
- Hucke, Matt and Ursela Bielski, Graveyards of Chicago: the People, History, Art and Lore of Cook County Cemeteries, Lake Claremont Press, Chicago, 1999
- Kvaran, Einar Einarsson, Architectural Sculpture in America
- Lanctot, Barbara, A Walk Through Graceland Cemetery, Chicago Architectural Foundation, Chicago, Illinois, 1988
- Richman, Michael, Daniel Chester French: An American Sculptor, The Preservation Press, Washington DC, 1976
- Taft, Lorado, The History of American Sculpture, MacMillan Co. , New York, NY 1925
- Tolles, Thayer. "Daniel Chester French (1850–1931)". In Heilbrunn Timeline of Art History. New York: The Metropolitan Museum of Art, 2000–. (ژوئن ۲۰۱۰)
- Wilson, Susan, Garden of Memorials: A Guide to Historic Forest Hills, Forest Hills Educational Trust